# Arthoniomycetes
Arthoniomycetes är en klass av svampar. Arthoniomycetes ingår i divisionen sporsäcksvampar och riket svampar.

## Bildgalleri

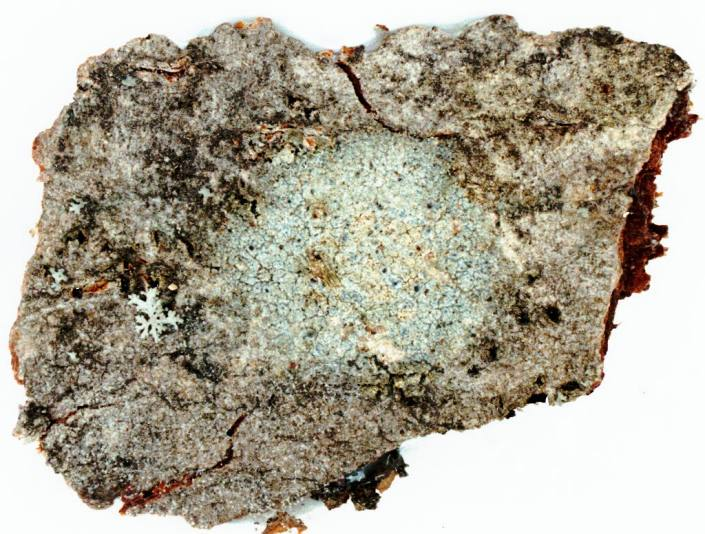
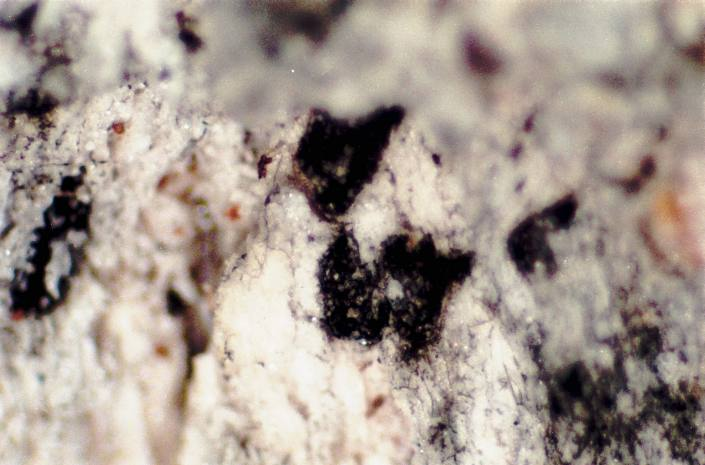
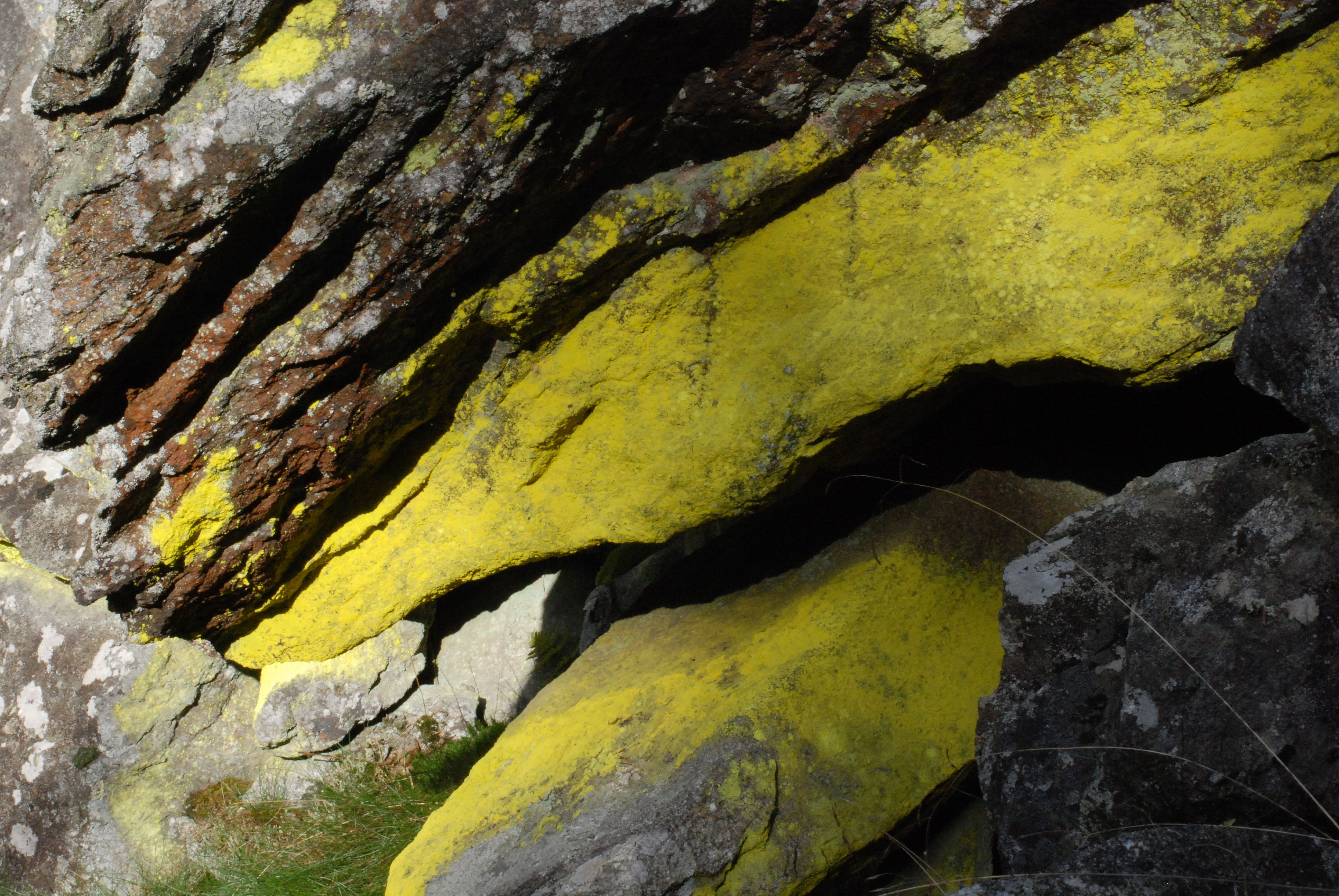
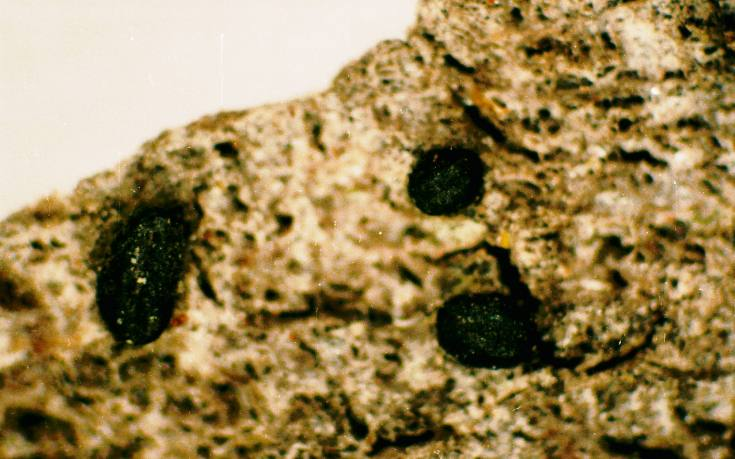
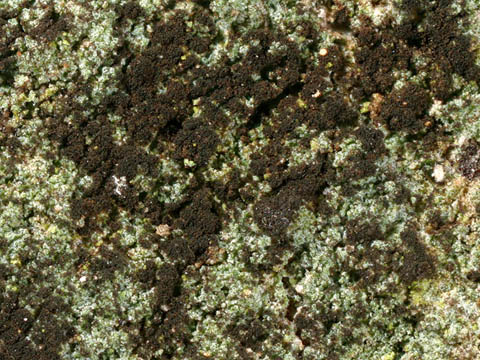